# Sri Lanka nos Jogos Olímpicos de Verão de 2024
Sri Lanka participou dos Jogos Olímpicos de Verão de 2024, realizados em Paris, na França. Foi a 19.ª aparição do país nos Jogos Olímpicos de Verão desde a estreia como Ceilão em Londres 1948.
Foi representado por seis atletas que competiram em três esportes, mas nenhum conquistou medalhas.

## Competidores
Esta foi a participação por modalidade nesta edição:
| Esporte   | Masculino | Feminino | Total |
| --------- | --------- | -------- | ----- |
| Atletismo | 1         | 2        | 3     |
| Badminton | 1         | 0        | 1     |
| Natação   | 1         | 1        | 2     |
| Total     | 3         | 3        | 6     |

## Desempenho

### Atletismo
- Q = Qualificado para a próxima fase
- q = Qualificado para a próxima fase como o perdedor mais rápido ou, em eventos de campo, pela posição sem atingir o alvo para qualificação
- N/A = Fase não aplicável para o evento
- Bye = Atleta não precisou disputar aquela fase

Masculino
Eventos de pista
| Atleta         | Evento | Baterias | Baterias | Repescagem | Repescagem | Semifinal | Semifinal | Final       | Final       | Ref.  |
| Atleta         | Evento | Tempo    | Pos.     | Tempo      | Pos.       | Tempo     | Pos.      | Tempo       | Pos.        | Ref.  |
| -------------- | ------ | -------- | -------- | ---------- | ---------- | --------- | --------- | ----------- | ----------- | ----- |
| Aruna Darshana | 400 m  | 44.99    | 3 Q      | Bye        | Bye        | DSQ       | DSQ       | Não avançou | Não avançou | [ 5 ] |

Feminino
Eventos de pista
| Atleta                | Evento | Baterias | Baterias | Repescagem | Repescagem | Semifinal   | Semifinal   | Final       | Final       | Ref.  |
| Atleta                | Evento | Tempo    | Pos.     | Tempo      | Pos.       | Tempo       | Pos.        | Tempo       | Pos.        | Ref.  |
| --------------------- | ------ | -------- | -------- | ---------- | ---------- | ----------- | ----------- | ----------- | ----------- | ----- |
| Tharushi Karunarathna | 800 m  | 2:07.76  | 8        | 2:06.66    | 7          | Não avançou | Não avançou | Não avançou | Não avançou | [ 6 ] |

Eventos de campo
| Atleta          | Evento              | Qualificação | Qualificação | Final       | Final       | Ref.  |
| Atleta          | Evento              | Marca        | Pos.         | Marca       | Pos.        | Ref.  |
| --------------- | ------------------- | ------------ | ------------ | ----------- | ----------- | ----- |
| Dilhani Lekamge | Lançamento de dardo | 53.66        | 32           | Não avançou | Não avançou | [ 7 ] |

### Badminton
Masculino
| Atleta            | Evento  | Fase de grupos       | Fase de grupos       | Fase de grupos | Oitavas              | Quartas              | Semifinal            | Final / DB           | Final / DB | Ref.  |
| Atleta            | Evento  | Adversário Resultado | Adversário Resultado | Pos.           | Adversário Resultado | Adversário Resultado | Adversário Resultado | Adversário Resultado | Pos.       | Ref.  |
| ----------------- | ------- | -------------------- | -------------------- | -------------- | -------------------- | -------------------- | -------------------- | -------------------- | ---------- | ----- |
| Viren Nettasinghe | Simples | MAS Lee ZJ D 0–2     | ESP P Abián D 0–2    | 3              | Não avançou          | Não avançou          | Não avançou          | Não avançou          | =27        | [ 8 ] |

### Natação
Masculino
| Atleta          | Evento      | Eliminatórias | Eliminatórias | Semifinal   | Semifinal   | Final       | Final       | Ref.  |
| Atleta          | Evento      | Tempo         | Pos.          | Tempo       | Pos.        | Tempo       | Pos.        | Ref.  |
| --------------- | ----------- | ------------- | ------------- | ----------- | ----------- | ----------- | ----------- | ----- |
| Kyle Abeysinghe | 100 m livre | 51.42         | 54            | Não avançou | Não avançou | Não avançou | Não avançou | [ 9 ] |

Feminino
| Atleta            | Evento       | Eliminatórias | Eliminatórias | Semifinal   | Semifinal   | Final       | Final       | Ref.   |
| Atleta            | Evento       | Tempo         | Pos.          | Tempo       | Pos.        | Tempo       | Pos.        | Ref.   |
| ----------------- | ------------ | ------------- | ------------- | ----------- | ----------- | ----------- | ----------- | ------ |
| Ganga Seneviratne | 100 m costas | 1:04.26       | 30            | Não avançou | Não avançou | Não avançou | Não avançou | [ 10 ] |